# (1322) Coppernic
(1322) Coppernic, désignation internationale (1322) Coppernicus, est un astéroïde orbitant autour du Soleil. Il a été découvert le 15 juin 1934 par l'astronome allemand Karl Wilhelm Reinmuth à Heidelberg. 
Le nom de cet astéroïde rend hommage au célèbre astronome Nicolas Copernic (Nicolaus Copernicus), avec l'orthographe préférée de son biographe, Leopold Prowe (en).

## Caractéristiques
Sa distance minimale d'intersection de l'orbite terrestre est de 0,859483 ua.